# Raičevina
Raičevina este un sat din comuna Kolašin, Muntenegru. Conform datelor de la recensământul din 2003, localitatea are 148 de locuitori (la recensământul din 1991 erau 163 de locuitori).

## Demografie
În satul Raičevina locuiesc 115 persoane adulte, iar vârsta medie a populației este de 43,7 de ani (39,1 la bărbați și 47,7 la femei). În localitate sunt 53 de gospodării, iar numărul mediu de membri în gospodărie este de 2,79.
Populația localității este foarte eterogenă.
|  |

| Demografie | Demografie | Demografie |
| An         | Locuitori  | Locuitori  |
| ---------- | ---------- | ---------- |
|            |            |            |
|            |            |            |
|            |            |            |
|            |            |            |
| 1948       | 295        |            |
| 1953       | 291        |            |
| 1961       | 273        |            |
| 1971       | 255        |            |
| 1981       | 214        |            |
| 1991       | 163        | 159        |
| 2003       | 148        | 148        |

| \| Componența etnică conform recensământului din 2003[2] \| Componența etnică conform recensământului din 2003[2] \| Componența etnică conform recensământului din 2003[2] \| Componența etnică conform recensământului din 2003[2] \| Componența etnică conform recensământului din 2003[2] \| \| ----------------------------------------------------- \| ----------------------------------------------------- \| ----------------------------------------------------- \| ----------------------------------------------------- \| ----------------------------------------------------- \| \| \| \| \| \| \| \| Muntenegreni \| Muntenegreni \| \| 88 \| 59,45% \| \| Sârbi \| Sârbi \| \| 58 \| 39,18% \| \| necunoscută \| necunoscută \| \| 0 \| 0% \| |              |  |    |        |
| Componența etnică conform recensământului din 2003 |              |  |    |        |
| |              |  |    |        |
| Muntenegreni | Muntenegreni |  | 88 | 59,45% |
| Sârbi | Sârbi        |  | 58 | 39,18% |
| necunoscută | necunoscută  |  | 0  | 0%     |